# Olga Paley

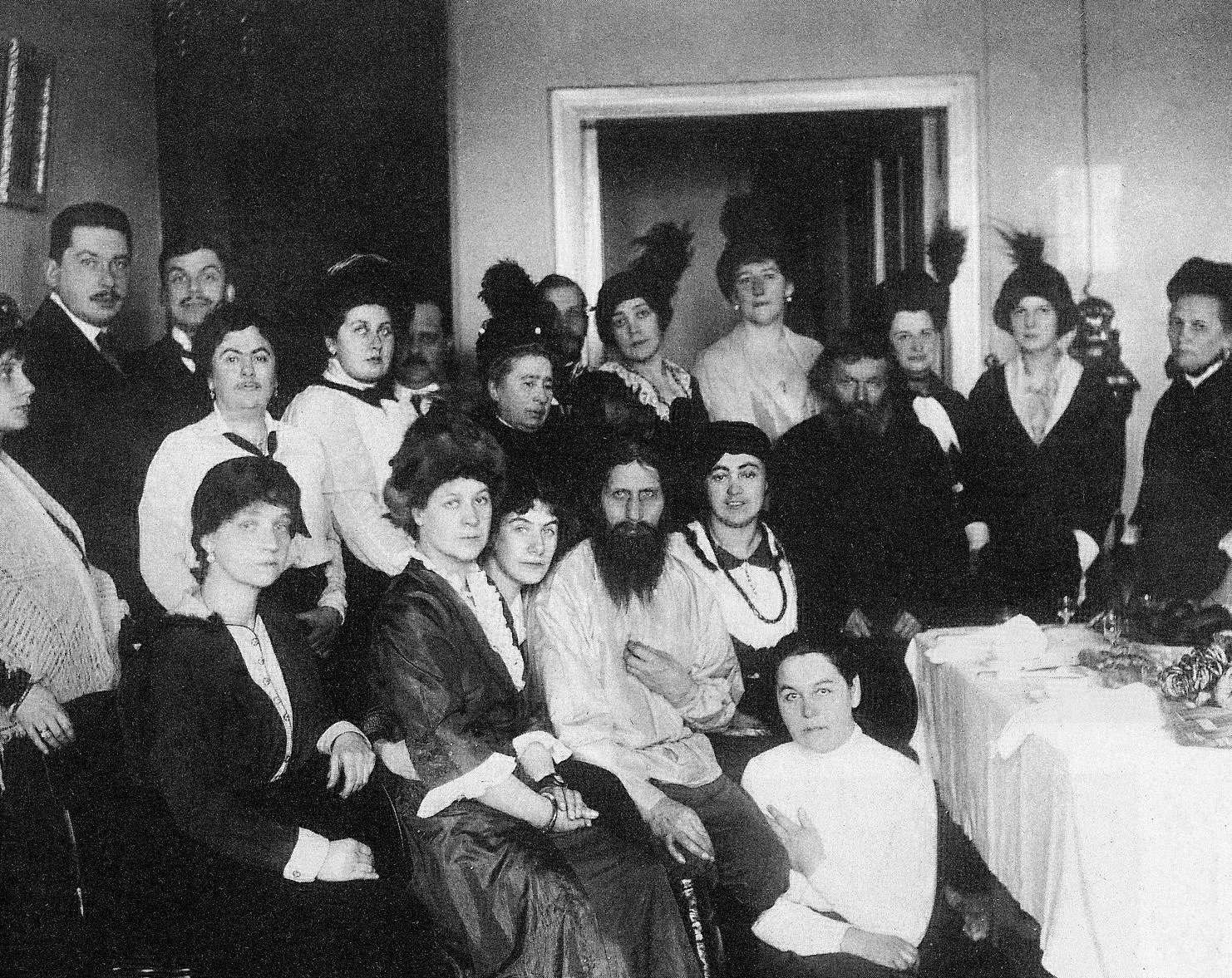
Rasputin i jego wyznawcy: synowa Olgi – Aleksandra Tanajewa (w ciąży, stoi po lewej stronie), syn Olgi – Aleksander Pistohlkors (stoi obok żony, drugi z lewej), siostra Aleksandry – Anna Wyrubowa (stoi czwarta od lewej)

Olga Walerianowna Karnowicz, Olga Walerianowna Paley, ros. Ольга Валериановна Палей (ur. 2 grudnia 1865, zm. 2 listopada 1929) – pani von Pistohlkors, potem hrabina von Hohenfelsen, wreszcie księżna Paley. Druga żona (morganatyczna) wielkiego księcia Pawła Aleksandrowicza Romanowa.

## Życiorys
Urodziła się jako Olga Walerianowna Karnowicz w Petersburgu – córka Waleriana Karnowicza i jego żony Olgi Wasiliewny Meszaros. W 1884 poślubiła posiadacza ziemskiego z Estonii Eryka Augustynowicza von Pistohlkors, z którym miała czworo dzieci:
- Aleksandra Erykowicza von Pistohlkors (1885–1944), męża Aleksandry Tanejewy
- Olgę Erykownę von Pistohlkors (1886–1887)
- Olgę Erykownę von Pistohlkors (1888–1963), żonę: 1. Aleksandra, hrabiego Belzig von Kreutz, 2. Sergiusza, księcia Kudaschew
- Mariannę Erykownę von Pistohlkors (1890–1976), żonę: 1. Piotra Durnowo, 2. Krzysztofa von Derfelden, 3. Mikołaja, hrabiego von Zarnekau

### Drugie małżeństwo
Romans Olgi z wielkim księciem Pawłem Aleksandrowiczem Romanowem spowodował ogromny skandal. Po śmierci pierwszej żony Pawła – wielkiej księżnej Aleksandry Greckiej, Olga została oficjalną kochanką Pawła. Miała z nim nawet syna – Włodzimierza Pawłowicza. Dopiero wtedy rozwiodła się z pierwszym mężem. Paweł poprosił o zgodę na ślub z Olgą, swojego bratanka – cara Mikołaja II, ale ten odmówił. W 1902 Paweł i Olga i tak się pobrali morganatycznie, ale z tego powodu Olga nie otrzymała tytułu wielkiej księżnej ani żadnego innego. W 1904 Luitpold, książę-regent Bawarii nadał Oldze tytuł hrabiny von Hohenfelsen. W 1913 Mikołaj II uznał małżeństwo Pawła i Olgi, i wezwał oboje do przeniesienia się do Petersburga (podobnie jak w przypadku morganatycznego małżeństwa swojego młodszego brata – Michała Romanowa z Natalią Szeremietjewską). Od Mikołaja II Olga otrzymała tytuł księżnej Paley.
Olga i Paweł mieli troje dzieci:
- księcia Włodzimierza Pawłowicza Paley (1897–1918), poetę, zamordowanego na Syberii razem z kilkoma kuzynami i ciotką Elżbietą Fiodorowną
- księżniczkę Irinę Pawłownę Paley (1903–1990), żonę: 1. księcia Fiodora Aleksandrowicza (syna Kseni Aleksandrowny), 2. Huberta Conquere, hrabiego de Monbrison
- księżniczkę Natalię Pawłownę Paley (1905–1981), żonę: 1. Luciena Lelonga, 2. Johna Chapmana Wilsona

### Wygnanie
Olga opuściła Rosję w 1920 razem ze swoimi dwiema córkami. Udała się do Finlandii. Jej mąż i syn zostali zamordowani przez bolszewików. Zmarła na wygnaniu w Paryżu.